# Tomáš Belic
Tomáš Belic (* 2. července 1978, Trenčín) je slovenský fotbalový brankář, hráč AFC Nové Mesto nad Váhom.

## Klubová kariéra
Svoji fotbalovou kariéru začal v TTS Trenčín. Mezi jeho další angažmá patří: ZŤS Dubnica nad Vahom, VTJ Štúrovo, MFK Nové Zámky, FC Spartak Trnava, 1. FC Brno, SK Dynamo České Budějovice, FC Vítkovice, FK Teplice, Panionios GSS, FK Púchov, FK Dukla Banská Bystrica, DAC 1904 Dunajská Streda a TJ Spartak Myjava. Nejpovedenější zahraniční angažmá bylo v řeckém Panionios GSS.
V srpnu 2013 během angažmá v DAC Dunajské Strede dostal od disciplinární komise trest zákazu startu ve dvou soutěžních utkáních.
3. května 2015 zařídil vítězným gólem z pokutového kopu výhru AFC Nové Mesto nad Váhom 1:0 nad rezervou Spartaku Trnava.